# Tambor (Costa Rica)
Tambor es un poblado ubicado en Costa Rica. Se encuentra localizado en el extremo sur de la península de Nicoya, cerca de río Pánica entre los distritos de Paquera y Cóbano, en el cantón y provincia de Puntarenas. En sus inicios fue un pequeño pueblo de pescadores, actualmente forma parte de uno de los más importantes enclaves turísticos del Pacífico de Costa Rica.

## Toponimia
El nombre Tambor surge a partir de la forma de tambor de la bahía donde se ubica el pueblo, además de que el sonido del oleaje se escucha a largas distancias.

## Geografía
Tambor está ubicado en un valle formado por el río Pánica, frente a Bahía Ballena, una bahía en forma de herradura que se encuentra en el extremo sur de la península de Nicoya, entre dos grandes arrecifes costeros. Bahía Ballena posee una larga playa de 5.5 km de longitud, dividida en dos secciones por la desembocadura del río Pánica: Pochote al noreste y Tambor al sureste.

## Ecología y clima
La región donde se ubica Tambor se encuentra en una zona de transición de bosque seco a bosque tropical húmedo. Cuenta con un clima tropical cuyas temperaturas oscilan entre los 26 y 28 °C y precipitaciones medias entre 2000 y 3000 mm. Estas condiciones generan la presencia de una vegetación exuberante y gran variedad de especies.
En la región existen dos grandes reservas naturales cercanas a Tambor: la Reserva Natural Absoluta Cabo Blanco, la más antigua del país (1970), y la Reserva de Fauna Silvestre Curú, de carácter semiprivado. En Tambor, la Asociación Pro-Conservación de la Lapa Roja (ASOPROLAPA) trabaja desde 1996 en proyecto de protección de la lapa roja en cautiverio y posterior liberación. En la zona de Tambor pueden observarse algunos mamíferos como el mono aullador, la ardilla y el pizote, reptiles como la iguana verde y el garrobo, y gran variedad de avifauna.
Bahía Ballena recibe este nombre debido a que en el pasado fue sitio de alumbramiento de ballenas durante la época seca, sin embargo, debido al crecimiento costero, el avistamiento de estos grandes mamíferos es muy infrecuente en la actualidad.

## Economía
El turismo es la actividad económica más importante en Tambor y otros pueblos cercanos. Las playas de Bahía Herradura poseen suave oleaje, arenas claras y aguas cristalinas, que sumado a la presencia de áreas silvestres, ha potenciado el turismo en la región. Algunos hoteles tienen sus instalaciones frente a la costa, incluido el complejo hotelero del Grupo Barceló. Otros hoteles tienen su infraestructura hacia el interior. El pueblo de Tambor cuenta con supermercado, tiendas de suvenires, alquiler de carros, y operadores turísticos. Existe una Cámara de Turismo y Comercio que opera en Tambor.
Cercanos a Tambor hay otros sitios turísticos importantes, como las playas Pochote, Órganos, Quesera, Mal País, Cocalito, Santa Teresa y Montezuma, las reservas naturales de Curú, Isla Cedros, Cabo Blanco, y la isla Tortuga.
Hasta antes del boom turístico, Tambor sobrevivía de la pesca. También existen algunas fincas ganaderas en los alrededores de la zona.

## Acceso
La ruta terrestre más expedita desde San José y el Valle Central es a través de Puntarenas, viaje que incluye el paso a través del golfo de Nicoya a bordo del ferry Puntarenas - Paquera (conocido como Ferry de Tambor), luego de lo cual se hace un corto trayecto hasta Tambor por carretera a través de la ruta 160, que a su vez comunica las comunidades del sur de la península con Nicoya. Tambor cuenta con un aeródromo, con vuelos diarios al Aeropuerto de Guanacaste y a otras ciudades del país. En el pueblo de Tambor existe un muelle cuya primera construcción data de 1958.

## Galería
|  |
|  |

|  |
|  |

|  |
|  |

|  |
|  |